# Tubberudssjön
Tubberudssjön är en sjö i Gullspångs kommun i Västergötland och ingår i Göta älvs huvudavrinningsområde.